# 高麗橋
高麗橋（こうらいばし）は、大阪府大阪市中央区の東横堀川に架かる橋。または、同橋西詰以西の町名。

## 橋梁
大坂城築城に際して、西惣構堀として東横堀川が開削され、その際に架橋されたと言われており、慶長9年8月銘の擬宝珠が発掘されている。橋名の由来には、東詰付近に難波高麗館（なにわのこまのむろつみ）が置かれていた説と、朝鮮国使来朝のために架橋された説などがある。大坂に12あった公儀橋の一つで、かつて高麗橋周辺は豪商の店舗が立ち並び、日本第一の商都・大坂の富が集中する、まさに大坂の心臓部であった。江戸時代には西詰に高札場が設置されており、明治初期にかけて京街道、中国街道、暗越奈良街道、紀州街道、亀岡街道などの起点が順次高麗橋に変更され、明治政府は高麗橋東詰に里程元標を置き、西日本の道路の距離計算の起点とした。
1870年（明治3年）には大阪で最初の鉄橋に架け替えられ、「くろがね橋」などと通称された。設計は本木昌造で、資材はイギリスから輸入されたが、当時の日本の契約に対する認識不足により当初の2倍ほどの価格を完成後に追加請求され、外交上の問題にまで発展した。1929年（昭和4年）には大阪市の第一次都市計画事業の一環として鉄筋コンクリート製のアーチ橋に架け替えられた。里程元標はその後、旧：道路法施行の1919年（大正8年）に道路元標となり、1922年（大正11年）に中之島の大阪市役所前に移され、道路法施行の1952年（昭和27年）に梅田新道交差点に移された。
明治7年の大阪駅開業いらい大阪の中心はしだいに梅田周辺に移り往時の面影は薄れ、現在の高麗橋は立ち並ぶ地味なビルの谷間に埋没した格好である。1965年（昭和40年）の阪神高速1号環状線南行きの開通によって、頭上を高速道路の高架で覆われるようになり、東詰付近で高麗橋入口への入路が交差するようになった。

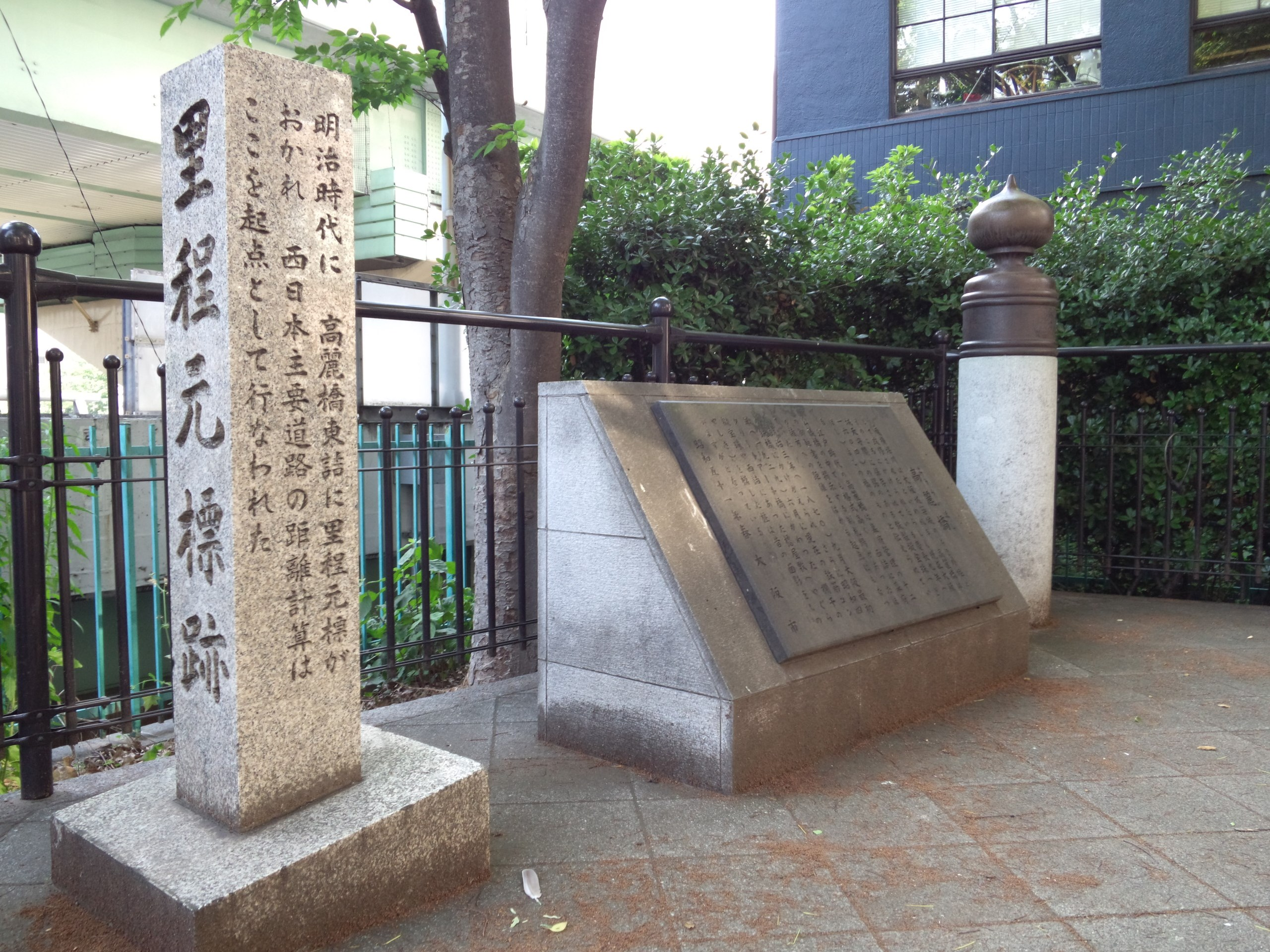
里程元標跡
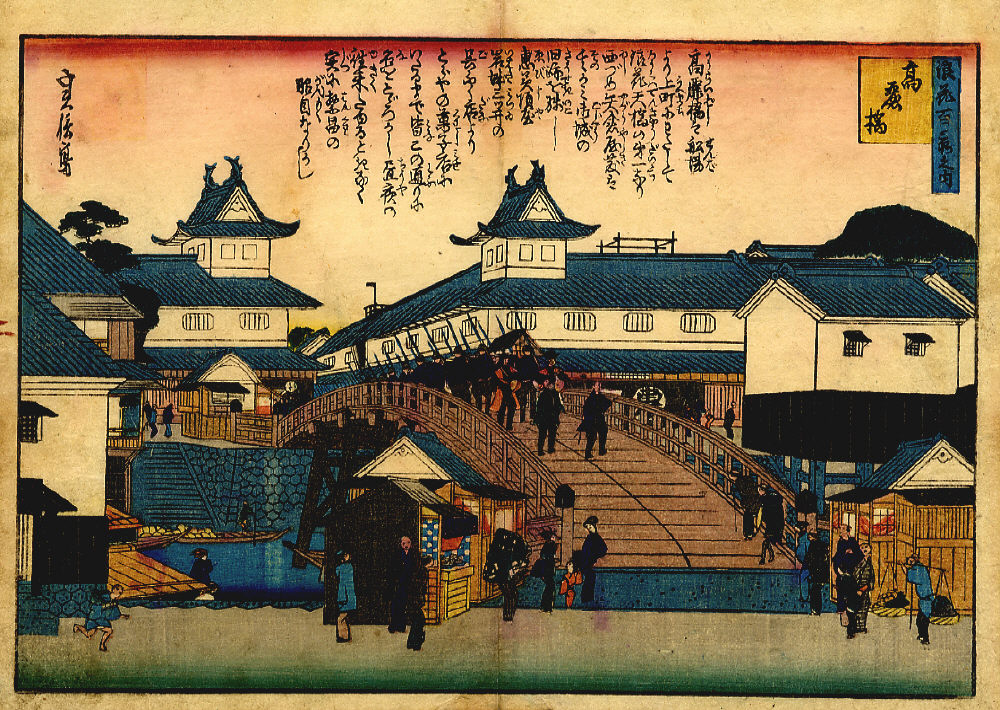
『写真浪花百景』より「高麗橋」。明治初期の姿を描いている。
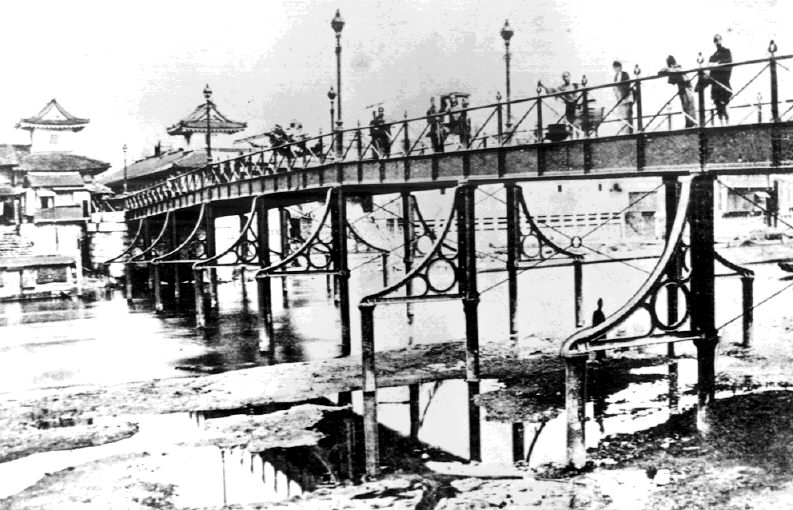
鉄橋時代の高麗橋

## 町名
現行行政地名は高麗橋一丁目から高麗橋四丁目。

### 地理
船場のうち北から3番目の町で、北は今橋、南は伏見町・道修町、東は東横堀川を挟んで北浜東・東高麗橋、西は西横堀川跡の阪神高速1号環状線北行きを挟んで西区江戸堀とそれぞれ接する。
高麗橋1交差点（堺筋）には高麗橋野村ビル、三井住友銀行大阪中央支店（旧・三井銀行大阪支店）などの近代建築があり、以前には三越大阪店もあった。他には2丁目に料亭・吉兆の本店がある。
里程元標跡碑が建つ高麗橋東詰には、阪神高速1号環状線の高麗橋入口がある。

### 歴史
1872年（明治5年）まで、現在の3丁目と4丁目のうち丼池筋 - 御堂筋間は上人町（しょうにんまち）、御堂筋 - 御霊筋間は四軒町（しけんちょう）、御霊筋以西は大豆葉町（まめのはちょう）、西横堀川沿いは七郎右衛門町1 - 2丁目という町名だった。
江戸時代以来の高麗橋1 - 3丁目には呉服屋、両替屋、紙屋、苧麻屋などが集積していた。特筆されるのが越後屋の存在で、明治以降に三越と三井銀行、さらには三井物産（東洋棉花）となって行く。銀行は他にも、第一国立銀行大阪支店、第三十四国立銀行、第百三十国立銀行が設立され、高麗橋通は銀行街へと変貌した。
1962年（昭和37年）に埋め立てられた西横堀川には筋違橋が架橋されていた。

### 世帯数と人口
2019年（平成31年）3月31日現在の世帯数と人口は以下の通りである。
| 丁目                 | 世帯数  | 人口  |
| -------------------- | ------- | ----- |
| 高麗橋一丁目         | 484世帯 | 803人 |
| 高麗橋二丁目         | 121世帯 | 149人 |
| 高麗橋三丁目・四丁目 | 11世帯  | 16人  |
| 計                   | 616世帯 | 968人 |

人口の変遷
国勢調査による人口の推移。
| 1995年（平成7年）  | 59人  | [ 5 ] |  |
| 2000年（平成12年） | 74人  | [ 6 ] |  |
| 2005年（平成17年） | 90人  | [ 7 ] |  |
| 2010年（平成22年） | 761人 | [ 8 ] |  |
| 2015年（平成27年） | 975人 | [ 9 ] |  |

世帯数の変遷
国勢調査による世帯数の推移。
| 1995年（平成7年）  | 21世帯  | [ 5 ] |  |
| 2000年（平成12年） | 39世帯  | [ 6 ] |  |
| 2005年（平成17年） | 70世帯  | [ 7 ] |  |
| 2010年（平成22年） | 524世帯 | [ 8 ] |  |
| 2015年（平成27年） | 630世帯 | [ 9 ] |  |

### 事業所
2016年（平成28年）現在の経済センサス調査による事業所数と従業員数は以下の通りである。
| 丁目         | 事業所数  | 従業員数 |
| ------------ | --------- | -------- |
| 高麗橋一丁目 | 135事業所 | 2,652人  |
| 高麗橋二丁目 | 148事業所 | 2,002人  |
| 高麗橋三丁目 | 90事業所  | 3,303人  |
| 高麗橋四丁目 | 262事業所 | 7,605人  |
| 計           | 635事業所 | 15,562人 |

### 施設
- ザ・北浜プラザ（三越大阪店跡）
- 三井ガーデンホテル大阪淀屋橋（越後屋跡）

### 新聞社
- 日本経済新聞大阪本社（2015年に、大手前より移転）
- 共同通信社大阪支社

### 金融機関
- 三井住友銀行大阪中央支店
- 三菱UFJ銀行大阪中央支店
- 京都銀行 大阪営業部

### 史跡
- 伏見呉服町の碑

### 郵便番号
- 541-0043[3]（集配局：大阪東郵便局[11]）

## 交通

### 鉄道
- 京阪本線・地下鉄堺筋線 北浜駅

### 道路
高速道路
- 阪神高速1号環状線

国道
- 国道25号（御堂筋）

主要地方道
- 大阪府道102号恵美須南森町線（堺筋）

### バス
大阪シティバス
- 北浜二丁目
- 天神橋

## 出身者・ゆかりのある人物
- 加賀正太郎[12]（大阪府多額納税者、資産家[13]、加賀証券社長）
- 加賀千代子[12]
- 島定治郎（大阪府多額納税者、資産家[13]、貿易商、島貿易社長[14]、貴族院議員）[15]
- 島徳蔵（大阪株式取引所理事長、阪神電気鉄道、日魯漁業各社長、相場師）
- 島葉那（家主）[14]
- 島秀（小児科医師）[14][16]